# مرحلة الدوري في دوري أبطال آسيا للنخبة 2024–25
تقام مرحلة الدوري من مسابقة دوري أبطال آسيا للنخبة 2024–25  خلال الفترة بين السادس عشر من سبتمبر 2024 وحتى التاسع عشر من فبراير 2025.

## القرعة
أجريت القرعة للمسابقة في تاريخ 16 أغسطس في مدينة كوالالمبور في ماليزيا.

### التصنيف
صنفت الفرق سواء في نطاق المنطقة الغربية أو المنطقة الشرقية إلى تصنيفين لكل منطقة على حدة، بحيث جاءت الفرق الأعلى تصنيفا في الوعاء رقم 1، وباقي الفرق في الوعاء رقم 2.
| المنطقة     | وعاء 1 | وعاء 2 |
| ----------- | --- | --- |
| منطقة الغرب | - العين (ACL) - الهلال (KAS 1) - السد (QAT 1) - برسبوليس (IRN 1) - باختاكور طشقند (UZB 1) - الشرطة (IRQ 1)                                               | - النصر (KAS 2) - الريان (QAT 2) - استقلال (IRN 2) - الوصل (UAE 1) - الأهلي (KAS 3) - الغرافة (QAT 3)                                                 |
| منطقة الشرق | - فيسيل كوبه (JPN 1) - أولسان هيونداي (KOR 1) - شانغهاي بورت (CHN 1) - بوريرام يونايتد (THA 1) - سنترال كوست مارينرز (AUS 1) - جوهور دار التعظيم (MAS 1) | - كاواساكي فرونتالي (JPN 2) - بوهانغ ستيلرز (KOR 2) - شانغهاي شينهوا (CHN 2) - يوكوهاما إف مارينوس (JPN 3) - غوانغجو (KOR 3) - شاندونغ لونينغ (CHN 3) |

### لوحة نتائج القرعة
جرى السحب لتحديد الموقع الخاص بكل نادٍ في جدول القرعة المخصص لكل منطقة: وخصصت لمنطقة الغرب الأعمدة من A إلى C في لوح جدول القرعة، والأعمدة من D إلى F لمنطقة الشرق. وحددت قرعة المواقع 1 و 2 لأندية الوعاء رقم 1. وقرعة المواقع 3 و 4 لأندية الوعاء رقم 2.
حددت مواجهات كل مركز مسبقًا ضمن مصفوفة ثابتة. بحيث يلعب الفريق مبارياته مع جميع الفرق في الأعمدة الأخرى حسب كل منطقة.
| العامود | A              | B           | C           |                     | D               | E                   | F |
| رقم     | منطقة الغرب    | منطقة الغرب | منطقة الغرب | منطقة الشرق         | منطقة الشرق     | منطقة الشرق         |   |
| 1       | باختاكور طشقند | السد        | برسبوليس    | أولسان هيونداي      | شانغهاي بورت    | جوهور دار التعظيم   |   |
| 2       | الهلال         | الشرطة      | العين       | سنترال كوست مارينرز | بوريرام يونايتد | فيسيل كوبه          |   |
| 3       | النصر          | الريان      | استقلال     | بوهانغ ستيلرز       | شاندونغ لونينغ  | يوكوهاما إف مارينوس |   |
| 4       | الأهلي         | الغرافة     | الوصل       | غوانغجو             | شانغهاي شينهوا  | كاواساكي فرونتالي   |   |

### نتيجة قرعة المباريات لكل فريق
| منطقة الغرب         | منطقة الغرب       | منطقة الغرب         | منطقة الغرب       | منطقة الغرب         | منطقة الغرب         | منطقة الغرب       | منطقة الغرب         | منطقة الغرب       |
| الفريق              | وعاء 1            | وعاء 1              | وعاء 1            | وعاء 1              | وعاء 2              | وعاء 2            | وعاء 2              | وعاء 2            |
| الفريق              | على أرضه          | على أرضه            | خارج ملعبه        | خارج ملعبه          | على أرضه            | على أرضه          | خارج ملعبه          | خارج ملعبه        |
| ------------------- | ----------------- | ------------------- | ----------------- | ------------------- | ------------------- | ----------------- | ------------------- | ----------------- |
| باختاكور طشقند      | السد              | العين               | برسبوليس          | الشرطة              | الريان              | الوصل             | استقلال             | الغرافة           |
| السد                | برسبوليس          | الهلال              | باختاكور طشقند    | العين               | استقلال             | الأهلي            | النصر               | الوصل             |
| برسبوليس            | باختاكور طشقند    | الشرطة              | السد              | الهلال              | النصر               | الغرافة           | الريان              | الأهلي            |
| الهلال              | برسبوليس          | الشرطة              | السد              | العين               | استقلال             | الغرافة           | الريان              | الوصل             |
| الشرطة              | باختاكور طشقند    | العين               | برسبوليس          | الهلال              | النصر               | الوصل             | استقلال             | الأهلي            |
| العين               | السد              | الهلال              | باختاكور طشقند    | الشرطة              | الريان              | الأهلي            | النصر               | الغرافة           |
|                     |                   |                     |                   |                     |                     |                   |                     |                   |
| النصر               | السد              | العين               | برسبوليس          | الشرطة              | الريان              | الوصل             | استقلال             | الغرافة           |
| الريان              | برسبوليس          | الهلال              | باختاكور طشقند    | العين               | استقلال             | الأهلي            | النصر               | الوصل             |
| استقلال             | باختاكور طشقند    | الشرطة              | السد              | الهلال              | النصر               | الغرافة           | الريان              | الأهلي            |
| الأهلي              | برسبوليس          | الشرطة              | السد              | العين               | استقلال             | الغرافة           | الريان              | الوصل             |
| الغرافة             | باختاكور طشقند    | العين               | برسبوليس          | الهلال              | النصر               | الوصل             | استقلال             | الأهلي            |
| الوصل               | السد              | الهلال              | باختاكور طشقند    | الشرطة              | الريان              | الأهلي            | النصر               | الغرافة           |
|                     |                   |                     |                   |                     |                     |                   |                     |                   |
| منطقة الشرق         |                   |                     |                   |                     |                     |                   |                     |                   |
| الفريق              | وعاء 1            | وعاء 1              | وعاء 1            | وعاء 1              | وعاء 2              | وعاء 2            | وعاء 2              | وعاء 2            |
| الفريق              | على أرضه          | على أرضه            | خارج ملعبه        | خارج ملعبه          | على أرضه            | على أرضه          | خارج ملعبه          | خارج ملعبه        |
| أولسان هيونداي      | شانغهاي بورت      | فيسيل كوبه          | جوهور دار التعظيم | بوريرام يونايتد     | شاندونغ لونينغ      | كاواساكي فرونتالي | يوكوهاما إف مارينوس | شانغهاي شينهوا    |
| شانغهاي بورت        | جوهور دار التعظيم | سنترال كوست مارينرز | أولسان هيونداي    | فيسيل كوبه          | يوكوهاما إف مارينوس | غوانغجو           | بوهانغ ستيلرز       | كاواساكي فرونتالي |
| جوهور دار التعظيم   | أولسان هيونداي    | بوريرام يونايتد     | شانغهاي بورت      | سنترال كوست مارينرز | بوهانغ ستيلرز       | شانغهاي شينهوا    | شاندونغ لونينغ      | غوانغجو           |
| سنترال كوست مارينرز | جوهور دار التعظيم | بوريرام يونايتد     | شانغهاي بورت      | فيسيل كوبه          | يوكوهاما إف مارينوس | شانغهاي شينهوا    | شاندونغ لونينغ      | كاواساكي فرونتالي |
| بوريرام يونايتد     | أولسان هيونداي    | فيسيل كوبه          | جوهور دار التعظيم | سنترال كوست مارينرز | بوهانغ ستيلرز       | كاواساكي فرونتالي | يوكوهاما إف مارينوس | غوانغجو           |
| فيسيل كوبه          | شانغهاي بورت      | سنترال كوست مارينرز | أولسان هيونداي    | بوريرام يونايتد     | شاندونغ لونينغ      | غوانغجو           | بوهانغ ستيلرز       | شانغهاي شينهوا    |
|                     |                   |                     |                   |                     |                     |                   |                     |                   |
| بوهانغ ستيلرز       | شانغهاي بورت      | فيسيل كوبه          | جوهور دار التعظيم | بوريرام يونايتد     | شاندونغ لونينغ      | كاواساكي فرونتالي | يوكوهاما إف مارينوس | شانغهاي شينهوا    |
| شاندونغ لونينغ      | جوهور دار التعظيم | سنترال كوست مارينرز | أولسان هيونداي    | فيسيل كوبه          | يوكوهاما إف مارينوس | غوانغجو           | بوهانغ ستيلرز       | كاواساكي فرونتالي |
| يوكوهاما إف مارينوس | أولسان هيونداي    | بوريرام يونايتد     | شانغهاي بورت      | سنترال كوست مارينرز | بوهانغ ستيلرز       | شانغهاي شينهوا    | شاندونغ لونينغ      | غوانغجو           |
| غوانغجو             | جوهور دار التعظيم | بوريرام يونايتد     | شانغهاي بورت      | فيسيل كوبه          | يوكوهاما إف مارينوس | شانغهاي شينهوا    | شاندونغ لونينغ      | كاواساكي فرونتالي |
| شانغهاي شينهوا      | أولسان هيونداي    | فيسيل كوبه          | جوهور دار التعظيم | سنترال كوست مارينرز | بوهانغ ستيلرز       | كاواساكي فرونتالي | يوكوهاما إف مارينوس | غوانغجو           |
| كاواساكي فرونتالي   | شانغهاي بورت      | سنترال كوست مارينرز | أولسان هيونداي    | بوريرام يونايتد     | شاندونغ لونينغ      | غوانغجو           | بوهانغ ستيلرز       | شانغهاي شينهوا    |

## جدول المسابقة
جدول المسابقة على النحو التالي.
| الجولة         | (منطقة الغرب)            | (منطقة الشرق)     |
| -------------- | ------------------------ | ----------------- |
| يوم المباراة 1 | 16–17 سبتمبر 2024        | 17–18 سبتمبر 2024 |
| يوم المباراة 2 | 30 سبتمبر–01 أكتوبر 2024 | 1–2 أكتوبر 2024   |
| يوم المباراة 3 | 21–22 أكتوبر 2024        | 22–23 أكتوبر 2024 |
| يوم المباراة 4 | 04–05 نوفمبر 2024        | 05–06 نوفمبر 2024 |
| يوم المباراة 5 | 25–26 نوفمبر 2024        | 26–27 نوفمبر 2024 |
| يوم المباراة 6 | 02–03 ديسمبر 2024        | 03–04 ديسمبر 2024 |
| يوم المباراة 7 | 03–04 فبراير 2025        | 11–12 فبراير 2025 |
| يوم المباراة 8 | 17–18 فبراير 2025        | 18–19 فبراير 2025 |

## مباريات الدوري
بناء على قرعة مرحلة الدوري أعلن الاتحاد الآسيوي عن مواعيد مبارياته وأماكن إقامتها.

### منطقة الغرب
| م  | الفريق         | لعب | ف | ت | خ | أ.له | أ.ع | أ.ف | نقاط | التأهل             |
| -- | -------------- | --- | - | - | - | ---- | --- | --- | ---- | ------------------ |
| 1  | الهلال         | 8   | 7 | 1 | 0 | 26   | 7   | +19 | 22   | مرحلة خروج المغلوب |
| 2  | الأهلي         | 8   | 7 | 1 | 0 | 21   | 8   | +13 | 22   | مرحلة خروج المغلوب |
| 3  | النصر          | 8   | 5 | 2 | 1 | 17   | 6   | +11 | 17   | مرحلة خروج المغلوب |
| 4  | السد           | 8   | 3 | 3 | 2 | 10   | 9   | +1  | 12   | مرحلة خروج المغلوب |
| 5  | الوصل          | 8   | 3 | 2 | 3 | 8    | 12  | −4  | 11   | مرحلة خروج المغلوب |
| 6  | استقلال طهران  | 8   | 2 | 3 | 3 | 8    | 9   | −1  | 9    | مرحلة خروج المغلوب |
| 7  | الريان         | 8   | 2 | 2 | 4 | 8    | 12  | −4  | 8    | مرحلة خروج المغلوب |
| 8  | باختاكور طشقند | 8   | 1 | 4 | 3 | 4    | 6   | −2  | 7    | مرحلة خروج المغلوب |
| 9  | برسبوليس       | 8   | 1 | 4 | 3 | 6    | 10  | −4  | 7    |                    |
| 10 | الغرافة        | 8   | 2 | 1 | 5 | 10   | 18  | −8  | 7    |                    |
| 11 | الشرطة         | 8   | 1 | 3 | 4 | 7    | 17  | −10 | 6    |                    |
| 12 | العين          | 8   | 0 | 2 | 6 | 11   | 22  | −11 | 2    |                    |

### ملخص النتائج
| إياب           | النتيجة | ذهاب     |
| -------------- | ------- | -------- |
| العين          | 1–1     | السد     |
| الشرطة         | 1–1     | النصر    |
| استقلال        | 3–0     | الغرافة  |
| الأهلي         | 1–0     | برسبوليس |
| باختاكور طشقند | 0–1     | الوصل    |
| الريان         | 1–3     | الهلال   |

| إياب     | النتيجة | ذهاب           |
| -------- | ------- | -------------- |
| السد     | 2–0     | استقلال        |
| برسبوليس | 1–1     | باختاكور طشقند |
| الوصل    | 0–2     | الأهلي         |
| النصر    | 2–1     | الريان         |
| الغرافة  | 4–2     | العين          |
| الهلال   | 5–0     | الشرطة         |

| إياب    | النتيجة | ذهاب           |
| ------- | ------- | -------------- |
| الشرطة  | 0–0     | باختاكور طشقند |
| السد    | 1–0     | برسبوليس       |
| العين   | 4–5     | الهلال         |
| الريان  | 1–2     | الأهلي         |
| استقلال | 0–1     | النصر          |
| الغرافة | 1–2     | الوصل          |

| إياب           | النتيجة | ذهاب    |
| -------------- | ------- | ------- |
| الوصل          | 1–1     | السد    |
| الأهلي         | 5–1     | الشرطة  |
| برسبوليس       | 1–1     | الغرافة |
| الهلال         | 3–0     | استقلال |
| باختاكور طشقند | 0–1     | الريان  |
| النصر          | 5–1     | العين   |

| إياب    | النتيجة | ذهاب           |
| ------- | ------- | -------------- |
| العين   | 1–2     | الأهلي         |
| استقلال | 0–0     | باختاكور طشقند |
| الغرافة | 1–3     | النصر          |
| الريان  | 1–1     | برسبوليس       |
| الشرطة  | 1–3     | الوصل          |
| السد    | 1–1     | الهلال         |

| إياب           | النتيجة | ذهاب    |
| -------------- | ------- | ------- |
| برسبوليس       | 2–1     | الشرطة  |
| الأهلي         | 2–2     | استقلال |
| الوصل          | 1–1     | الريان  |
| النصر          | 1–2     | السد    |
| باختاكور طشقند | 1–1     | العين   |
| الهلال         | 3–0     | الغرافة |

| إياب    | النتيجة | ذهاب           |
| ------- | ------- | -------------- |
| العين   | 2-1     | الريان         |
| استقلال | 1–1     | الشرطة         |
| السد    | 1–3     | الأهلي         |
| النصر   | 4–0     | الوصل          |
| الغرافة | 1–0     | باختاكور طشقند |
| الهلال  | 4–1     | برسبوليس       |

| إياب           | النتيجة | ذهاب    |
| -------------- | ------- | ------- |
| باختاكور طشقند | 2–1     | السد    |
| الشرطة         | 2–0     | العين   |
| برسبوليس       | 0–0     | النصر   |
| الأهلي         | 4–2     | الغرافة |
| الريان         | 2-0     | استقلال |
| الوصل          | 2-0     | الهلال  |

### المباريات

#### يوم المباراة 1
| العين               | 1 - 1 | السد            |
| ------------------- | ----- | --------------- |
| ماتياس بالاسيوس 80' | تقرير | أكرم عفيف 1+45' |

| الشرطة        | 1 - 1 | النصر            |
| ------------- | ----- | ---------------- |
| محمد داود 24' | تقرير | سلطان الغنام 14' |

| استقلال                                                        | 3 - 0 | الغرافة |
| -------------------------------------------------------------- | ----- | ------- |
| عبد الله يوسف 4' (ه.عكسي) · رامين رضائيان 79' · آرش رضاوند 88' | تقرير |         |

| الأهلي        | 1 - 0 | برسبوليس |
| ------------- | ----- | -------- |
| فرانك كيسي 2' | تقرير |          |

| باختاكور طشقند | 0 - 1 | الوصل             |
| -------------- | ----- | ----------------- |
|                | تقرير | سفيان بوفتيني 64' |

| الريان         | 1 - 3 | الهلال                                              |
| -------------- | ----- | --------------------------------------------------- |
| روجر غيديس 47' | تقرير | سافيتش 15' · جواو كانسيلو 42' · ماركوس ليوناردو 44' |

#### يوم المباراة 2
| السد                                           | 2 - 0 | استقلال |
| ---------------------------------------------- | ----- | ------- |
| حسين حسيني (هـ.ذ.) 40' · أكرم عفيف 68' (ركلة.) | تقرير |         |

| برسبوليس   | 1 - 1 | باختاكور طشقند   |
| ---------- | ----- | ---------------- |
| علي بور 1' | تقرير | 59' دراغان سيران |

| الوصل | 0 - 2 | الأهلي                           |
| ----- | ----- | -------------------------------- |
|       | تقرير | 3' رياض محرز · 38' روجير إيبانيز |

| النصر                                    | 2 - 1 | الريان         |
| ---------------------------------------- | ----- | -------------- |
| ساديو ماني 1+45' · كريستيانو رونالدو 76' | تقرير | 87' روجر غيديس |

| الغرافة                                                | 4 - 2 | العين                              |
| ------------------------------------------------------ | ----- | ---------------------------------- |
| خوسيلو 2+45'، 48' · سيدو سانو 54' · ياسين إبراهيمي 76' | تقرير | 56' (ركلة.) كاكو · 66' سفيان رحيمي |

| الهلال                                                                                              | 5 - 0 | الشرطة |
| --------------------------------------------------------------------------------------------------- | ----- | ------ |
| ماركوس ليوناردو 11' · ألكساندر ميتروفيتش 15' · سالم الدوسري 47' · ناصر الدوسري 73' · محمد كنو 5+90' | تقرير |        |

#### يوم المباراة 3
| الشرطة | 0 - 0 | باختاكور طشقند |
| ------ | ----- | -------------- |
|        | تقرير |                |

| السد                  | 1 - 0 | برسبوليس |
| --------------------- | ----- | -------- |
| - ماتيوس أوريبي 2+45' | تقرير |          |

| العين                                                      | 4 - 5 | الهلال                                                               |
| ---------------------------------------------------------- | ----- | -------------------------------------------------------------------- |
| - سفيان رحيمي 39'، 67'، 6+90' (ركلة.) - ماتيو سانابريا 63' | تقرير | - رينان لودي 26' - سيرغي سافيتش 2+45' - سالم الدوسري 5+45'، 65'، 75' |

| الريان                 | 1 - 2 | الأهلي                                 |
| ---------------------- | ----- | -------------------------------------- |
| - فهد الحمد 65'(هـ.ذ.) | تقرير | - غابرييل فيغا 16' - فراس البريكان 38' |

| استقلال | 0 - 1 | النصر               |
| ------- | ----- | ------------------- |
|         | تقرير | - إيميرك لابورت 81' |

| الغرافة           | 1 - 2 | الوصل                                    |
| ----------------- | ----- | ---------------------------------------- |
| - فرجاني ساسي 44' | تقرير | - فابيو دي ليما 84' - إسحاق سوكسيس 2+90' |

#### يوم المباراة 4
| الوصل            | 1 - 1 | السد           |
| ---------------- | ----- | -------------- |
| ألكسيس بيريز 29' | تقرير | رومان سايس 61' |

| الأهلي                                                             | 5 - 1 | الشرطة        |
| ------------------------------------------------------------------ | ----- | ------------- |
| روبرتو فيرمينو 14'، 5+45' · فراس البريكان 53' · رياض محرز 61'، 65' | تقرير | 29' سجاد جاسم |

| برسبوليس       | 1 - 1 | الغرافة          |
| -------------- | ----- | ---------------- |
| فرشاد فرجي 53' | تقرير | أحمد الجانحي 56' |

| الهلال                           | 3 - 0 | استقلال |
| -------------------------------- | ----- | ------- |
| ألكساندر ميتروفيتش 15'، 33'، 74' | تقرير |         |

| باختاكور طشقند | 0 - 1 | الريان         |
| -------------- | ----- | -------------- |
|                | تقرير | حازم شحاتة 51' |

| النصر                                                                                     | 5 - 1 | العين             |
| ----------------------------------------------------------------------------------------- | ----- | ----------------- |
| تاليسكا 5'، 4+90' · كريستيانو رونالدو 31' · فابيو كاردوسو 37' (هـ.ذ.) · ويسلي تيكسيرا 81' | تقرير | 56' بينتو (هـ.ذ.) |

#### يوم المباراة 5
| العين        | 1 - 2 | الأهلي                |
| ------------ | ----- | --------------------- |
| - كاكو 3+90' | تقرير | - إيفان توني 70'، 74' |

| استقلال | 0 - 0 | باختاكور طشقند |
| ------- | ----- | -------------- |
|         | تقرير |                |

| الغرافة      | 1 - 3 | النصر                                             |
| ------------ | ----- | ------------------------------------------------- |
| - خوسيلو 75' | تقرير | - كريستيانو رونالدو 46'، 64' - أنجيلو غابرييل 58' |

| الريان             | 1 - 1 | برسبوليس         |
| ------------------ | ----- | ---------------- |
| - أشرف بن شرقي 57' | تقرير | - فرشاد فرجي 17' |

| الشرطة         | 1 - 3 | الوصل                                                                            |
| -------------- | ----- | -------------------------------------------------------------------------------- |
| - فهد يوسف 50' | تقرير | - جوناتاس سانتوس 14' - فابيو دي ليما 64' (ركلة.) - نيكولاس خيمينيز 2+90' (ركلة.) |

| السد                | 1 - 1 | الهلال            |
| ------------------- | ----- | ----------------- |
| - باولو أوتافيو 71' | تقرير | - علي البليهي 10' |

#### يوم المباراة 6
| برسبوليس                                             | 2 - 1 | الشرطة       |
| ---------------------------------------------------- | ----- | ------------ |
| - أوستون أورونوف 89' - جورجي جولسياني 13+90' (ركلة.) | تقرير | مهند علي 19' |

| الأهلي                                | 2 - 2 | استقلال                                    |
| ------------------------------------- | ----- | ------------------------------------------ |
| إيفان توني 8+45' (ركلة.)، 86' (ركلة.) | تقرير | - رافائيل سيلفا 42' - محمد حسين اسلامي 51' |

| الوصل           | 1 - 1 | الريان                    |
| --------------- | ----- | ------------------------- |
| كايو كانيدو 77' | تقرير | سالم العزيزي، (هـ.ذ.) 85' |

| النصر                   | 1 - 2 | السد                                     |
| ----------------------- | ----- | ---------------------------------------- |
| رومان سايس 80'، (هـ.ذ.) | تقرير | - أكرم عفيف 53' - آدم وناس 9+90' (ركلة.) |

| باختاكور طشقند         | 1 - 1 | العين             |
| ---------------------- | ----- | ----------------- |
| - أوتابك جوراكوزييف 6' | تقرير | - سفيان رحيمي 49' |

| الهلال                                                            | 3 - 0 | الغرافة |
| ----------------------------------------------------------------- | ----- | ------- |
| - ماركوس ليوناردو 18' - ألكساندر ميتروفيتش 82' - سيرغي سافيتش 85' | تقرير |         |

#### يوم المباراة 7
| العين    | 1 - 2 | الريان                              |
| -------- | ----- | ----------------------------------- |
| كاكو 42' | تقرير | محمود تريزيجيه 50' · روجر غيديس 75' |

| استقلال      | 1 - 1 | الشرطة         |
| ------------ | ----- | -------------- |
| جويل كوجو 4' | تقرير | ريوان أمين 49' |

| السد         | 3 - 1 | الأهلي                                                   |
| ------------ | ----- | -------------------------------------------------------- |
| أكرم عفيف 1' | تقرير | روبرتو فيرمينو 10' · روجير إيبانيز · 39' · رياض محرز 81' |

| النصر                                                                | 4 - 0 | الوصل |
| -------------------------------------------------------------------- | ----- | ----- |
| علي الحسن 25' · كريستيانو رونالدو 44' (ركلة.) 78' · محمد آل فتيل 88' | تقرير |       |

| الغرافة         | 1 - 0 | باختاكور طشقند |
| --------------- | ----- | -------------- |
| فرجاني ساسي 39' | تقرير |                |

| الهلال                                                 | 4 - 1 | برسبوليس                   |
| ------------------------------------------------------ | ----- | -------------------------- |
| مالكوم 10' · جواو كانسيلو 25' · سالم الدوسري 38' 1+45' | تقرير | جورجي جولسياني 90' (ركلة.) |

#### يوم المباراة 8
| باختاكور طشقند         | 2 - 1 | السد                       |
| ---------------------- | ----- | -------------------------- |
| برايان رياسكوس 18' 56' | تقرير | برايان رياسكوس 37' (ركلة.) |

| الشرطة                                  | 2 - 0 | العين |
| --------------------------------------- | ----- | ----- |
| محمود المواس 50' · لوكاس سانتوس · 90+4' | تقرير |       |

| برسبوليس | 0 - 0 | النصر |
| -------- | ----- | ----- |
|          | تقرير |       |

| الأهلي                                                                   | 4 - 2 | الغرافة                                        |
| ------------------------------------------------------------------------ | ----- | ---------------------------------------------- |
| إيفان توني 21' · روبرتو فيرمينو 34' · جالينو 44' · رياض محرز 59' (ركلة.) | تقرير | خوسيلو 6' (ركلة.) · ياسين إبراهيمي 80' (ركلة.) |

| الريان | 0 - 2 | استقلال                                |
| ------ | ----- | -------------------------------------- |
|        | تقرير | محمد رضا آزادي 46' · علي رضا كوشكي 69' |

| الوصل | 0 - 2 | الهلال                                 |
| ----- | ----- | -------------------------------------- |
|       | تقرير | ماركوس ليوناردو 13' · سالم الدوسري 49' |

### منطقة الشرق
| م  | الفريق              | لعب | ف | ت | خ | أ.له | أ.ع | أ.ف | نقاط | التأهل             |
| -- | ------------------- | --- | - | - | - | ---- | --- | --- | ---- | ------------------ |
| 1  | يوكوهاما إف مارينوس | 7   | 6 | 0 | 1 | 21   | 7   | +14 | 18   | مرحلة خروج المغلوب |
| 2  | كاواساكي فرونتالي   | 7   | 5 | 0 | 2 | 13   | 4   | +9  | 15   | مرحلة خروج المغلوب |
| 3  | جوهور دار التعظيم   | 7   | 4 | 2 | 1 | 16   | 8   | +8  | 14   | مرحلة خروج المغلوب |
| 4  | غوانغجو             | 7   | 4 | 2 | 1 | 15   | 9   | +6  | 14   | مرحلة خروج المغلوب |
| 5  | فيسيل كوبه          | 7   | 4 | 1 | 2 | 14   | 9   | +5  | 13   | مرحلة خروج المغلوب |
| 6  | بوريرام يونايتد     | 8   | 3 | 3 | 2 | 7    | 12  | −5  | 12   | مرحلة خروج المغلوب |
| 7  | شانغهاي شينهوا      | 8   | 3 | 1 | 4 | 13   | 12  | +1  | 10   | مرحلة خروج المغلوب |
| 8  | شانغهاي بورت        | 8   | 2 | 2 | 4 | 10   | 18  | −8  | 8    | مرحلة خروج المغلوب |
| 9  | بوهانغ ستيلرز       | 7   | 2 | 0 | 5 | 9    | 17  | −8  | 6    |                    |
| 10 | أولسان هيونداي      | 7   | 1 | 0 | 6 | 4    | 16  | −12 | 3    |                    |
| 11 | سنترال كوست مارينرز | 7   | 0 | 1 | 6 | 8    | 18  | −10 | 1    |                    |
| 12 | شاندونغ لونينغ      | 0   | 0 | 0 | 0 | 0    | 0   | 0   | 0    | منسحب              |

1. ↑  أعلن الاتحاد الآسيوي لكرة القدم نادي شاندونغ تايشان منسحبا من البطولة وذلك  بسبب عدم حضوره إلى المباراة المقررة مع فريق أولسان هيونداي في 19 فبراير 2025.[7]

### ملخص النتائج
| إياب            | النتيجة | ذهاب                |
| --------------- | ------- | ------------------- |
| غوانغجو         | 7–3     | يوكوهاما إف مارينوس |
| شاندونغ لونينغ  | 3-1     | سنترال كوست مارينرز |
| بوريرام يونايتد | 0–0     | فيسيل كوبه          |
| شانغهاي شينهوا  | 4–1     | بوهانغ ستيلرز       |
| أولسان هيونداي  | 0–1     | كاواساكي فرونتالي   |
| شانغهاي بورت    | 2–2     | جوهور دار التعظيم   |

| إياب                | النتيجة | ذهاب            |
| ------------------- | ------- | --------------- |
| سنترال كوست مارينرز | 1–2     | بوريرام يونايتد |
| كاواساكي فرونتالي   | 0–1     | غوانغجو         |
| بوهانغ ستيلرز       | 3–0     | شانغهاي بورت    |
| جوهور دار التعظيم   | 3–0     | شانغهاي شينهوا  |
| فيسيل كوبه          | 2-1     | شاندونغ لونينغ  |
| يوكوهاما إف مارينوس | 4–0     | أولسان هيونداي  |

| إياب            | النتيجة | ذهاب                |
| --------------- | ------- | ------------------- |
| غوانغجو         | 3–1     | جوهور دار التعظيم   |
| شانغهاي بورت    | 3–2     | سنترال كوست مارينرز |
| شاندونغ لونينغ  | 2-2     | يوكوهاما إف مارينوس |
| بوريرام يونايتد | 1–0     | بوهانغ ستيلرز       |
| أولسان هيونداي  | 0–2     | فيسيل كوبه          |
| شانغهاي شينهوا  | 2–0     | كاواساكي فرونتالي   |

| إياب                | النتيجة | ذهاب            |
| ------------------- | ------- | --------------- |
| سنترال كوست مارينرز | 2–2     | شانغهاي شينهوا  |
| كاواساكي فرونتالي   | 3–1     | شانغهاي بورت    |
| فيسيل كوبه          | 2–0     | غوانغجو         |
| جوهور دار التعظيم   | 3–0     | أولسان هيونداي  |
| بوهانغ ستيلرز       | 4-2     | شاندونغ لونينغ  |
| يوكوهاما إف مارينوس | 5–0     | بوريرام يونايتد |

| إياب                | النتيجة | ذهاب                |
| ------------------- | ------- | ------------------- |
| فيسيل كوبه          | 3–2     | سنترال كوست مارينرز |
| أولسان هيونداي      | 1–3     | شانغهاي بورت        |
| شاندونغ لونينغ      | 1–0     | جوهور دار التعظيم   |
| بوريرام يونايتد     | 0–3     | كاواساكي فرونتالي   |
| غوانغجو             | 1–0     | شانغهاي شينهوا      |
| يوكوهاما إف مارينوس | 2–0     | بوهانغ ستيلرز       |

| إياب                | النتيجة | ذهاب                |
| ------------------- | ------- | ------------------- |
| سنترال كوست مارينرز | 0–4     | يوكوهاما إف مارينوس |
| بوهانغ ستيلرز       | 3–1     | فيسيل كوبه          |
| جوهور دار التعظيم   | 0–0     | بوريرام يونايتد     |
| شانغهاي بورت        | 1–1     | غوانغجو             |
| كاواساكي فرونتالي   | 4–0     | شاندونغ لونينغ      |
| شانغهاي شينهوا      | 1–2     | أولسان هيونداي      |

| إياب                | النتيجة | ذهاب              |
| ------------------- | ------- | ----------------- |
| سنترال كوست مارينرز | 1–2     | جوهور دار التعظيم |
| فيسيل كوبه          | 4–0     | شانغهاي بورت      |
| بوهانغ ستيلرز       | 0–4     | كاواساكي فرونتالي |
| شاندونغ لونينغ      | 1-3     | غوانغجو           |
| يوكوهاما إف مارينوس | 1–0     | شانغهاي شينهوا    |
| بوريرام يونايتد     | 1-2     | أولسان هيونداي    |

| إياب              | النتيجة | ذهاب                |
| ----------------- | ------- | ------------------- |
| غوانغجو           | 2–2     | بوريرام يونايتد     |
| كاواساكي فرونتالي | 2–0     | سنترال كوست مارينرز |
| شانغهاي شينهوا    | 4–2     | فيسيل كوبه          |
| جوهور دار التعظيم | 5–2     | بوهانغ ستيلرز       |
| أولسان هيونداي    | ألغيت   | شاندونغ لونينغ      |
| شانغهاي بورت      | 0–2     | يوكوهاما إف مارينوس |

### المباريات

#### يوم المباراة 1
| غوانغجو                                                                                                   | 7 - 3 | يوكوهاما إف مارينوس                   |
| --- | ----- | ------------------------------------- |
| - جاسر اسانى 2'، 55'، 2+90' - أوه هو سونغ 15' - بيكا ميكلتادزه 69' - هيوي كيون لي 72' - غابريل تيجارو 75' | تقرير | - إلبر 34'، 59' - تاكوما نيشيمورا 85' |

| شاندونغ لونينغ                              | ألغيت (3–1) | سنترال كوست مارينرز          |
| ------------------------------------------- | ----------- | ---------------------------- |
| - جينهاو بي 8' - فاليري كازايشفيلي 74'، 88' | تقرير       | - ميكائيل دوكا 9+45' (ركلة.) |

| بوريرام يونايتد | 0 - 0 | فيسيل كوبه |
| --------------- | ----- | ---------- |
|                 | تقرير |            |

| شانغهاي شينهوا                                             | 4 - 1 | بوهانغ ستيلرز    |
| ---------------------------------------------------------- | ----- | ---------------- |
| - أندريه لويس 64' - سيفاس ماليلي 71'، 82' - جواو تياني 84' | تقرير | - خورخي لويز 53' |

| أولسان هيونداي | 0 - 1 | كاواساكي فرونتالي |
| -------------- | ----- | ----------------- |
|                | تقرير | - مارسينهو 54'    |

| شانغهاي بورت                   | 2 - 2 | جوهور دار التعظيم    |
| ------------------------------ | ----- | -------------------- |
| - غوستافو 48' - ويليان بوب 73' | تقرير | - عارف أيمن 45'، 56' |

#### يوم المباراة 2
| سنترال كوست مارينرز | 1 - 2 | بوريرام يونايتد                      |
| ------------------- | ----- | ------------------------------------ |
| لوكاس موراجس 5+90'  | تقرير | 30' جيلهيرمي بيسولي · 50' كورتيس غود |

| كاواساكي فرونتالي | 0 - 1 | غوانغجو                |
| ----------------- | ----- | ---------------------- |
|                   | تقرير | 21' (ركلة.) جاسر اسانى |

| بوهانغ ستيلرز                                               | 3 - 0 | شانغهاي بورت |
| ----------------------------------------------------------- | ----- | ------------ |
| واندرسون كارفاليو 52' · يون سانغ هونغ 65' · هان تشان-هي 71' | تقرير |              |

| جوهور دار التعظيم                                   | 3 - 0 | شانغهاي شينهوا |
| --------------------------------------------------- | ----- | -------------- |
| عارف أيمن 11' · خورخي أوبريجون 26' · خوان مونيز 80' | تقرير |                |

| فيسيل كوبه                           | ألغيت (2–1) | شاندونغ لونينغ     |
| ------------------------------------ | ----------- | ------------------ |
| تايسي مياشيرو 14' · غوتوكو ساكاي 51' | تقرير       | 28' كريسان دا كروز |

| يوكوهاما إف مارينوس                                                                    | 4 - 0 | أولسان هيونداي |
| -------------------------------------------------------------------------------------- | ----- | -------------- |
| كوتا واتانابي 4' (ركلة.) · تاكوما نيشيمورا 44' · أندرسون لوبيز 83' · كوتا ميزوما 2+90' | تقرير |                |

#### يوم المباراة 3
| غوانغجو                                         | 3 - 1 | جوهور دار التعظيم     |
| ----------------------------------------------- | ----- | --------------------- |
| - ياسر أساني 3'، 6' - بارك جون هيونج 88'(هـ.ذ.) | تقرير | - فيروز باهارودين 28' |

| شانغهاي بورت                                | 3 - 2 | سنترال كوست مارينرز                       |
| ------------------------------------------- | ----- | ----------------------------------------- |
| - لي أنغ 2' - وو لي 41' - ماتياس فارغاس 86' | تقرير | - ميكائيل دوكا 61' - نيكولاس دوارتي 4+90' |

| شاندونغ لونينغ                       | ألغيت (2–2) | يوكوهاما إف مارينوس           |
| ------------------------------------ | ----------- | ----------------------------- |
| - كريسان دا كروز 43' - جنغ جنغ 2+90' | تقرير       | - أندرسون لوبيز 54' - يان 86' |

| بوريرام يونايتد       | 1 - 0 | بوهانغ ستيلرز |
| --------------------- | ----- | ------------- |
| - جيلهيرمي بيسولي 56' | تقرير |               |

| أولسان هيونداي | 0 - 2 | فيسيل كوبه               |
| -------------- | ----- | ------------------------ |
|                | تقرير | - تايسي مياشيرو 48'، 73' |

| شانغهاي شينهوا                         | 2 - 0 | كاواساكي فرونتالي |
| -------------------------------------- | ----- | ----------------- |
| - وانغ هايجيان 24' - أندريه لويس 3+90' | تقرير |                   |

#### يوم المباراة 4
| سنترال كوست مارينرز                    | 2 - 2 | شانغهاي شينهوا                    |
| -------------------------------------- | ----- | --------------------------------- |
| - ثابت نجور 75' - بيلي براندتمان 5+90' | تقرير | - أندريه لويس 50' - يو هانشاو 64' |

| كاواساكي فرونتالي                                              | 3 - 1 | شانغهاي بورت        |
| -------------------------------------------------------------- | ----- | ------------------- |
| - أكيهيرو ليناغا 12' - يوسوكي سيكوا 13' - فان فيرميسكيركين 33' | تقرير | - ماتياس فارغاس 83' |

| فيسيل كوبه                               | 2 - 0 | غوانغجو |
| ---------------------------------------- | ----- | ------- |
| - تايسي مياشيرو 3+45' - دايجو ساساكي 54' | تقرير |         |

| جوهور دار التعظيم                                         | 3 - 0 | أولسان هيونداي |
| --------------------------------------------------------- | ----- | -------------- |
| - عارف أيمن 8' - أوسكار أريباس 67' - بيرغسون دا سيلفا 88' | تقرير |                |

| بوهانغ ستيلرز                                                              | ألغيت (4–2) | شاندونغ لونينغ                 |
| -------------------------------------------------------------------------- | ----------- | ------------------------------ |
| - جاي هي جيونج 30' - خورخي لويز 64' - واندرسون كارفاليو 68' - اوبيردان 76' | تقرير       | - تشن بو 33' - جينهاو بي 4+90' |

| يوكوهاما إف مارينوس                                                                                  | 5 - 0 | بوريرام يونايتد |
| --- | ----- | --------------- |
| - كينتا إينوي 11' - أندرسون لوبيز 1+45' (ركلة.)، 57' - نيل إثيريدج 3+45' (هـ.ذ.) - آساهي أويناكا 66' | تقرير |                 |

#### يوم المباراة 5
| فيسيل كوبه                                                    | 3 - 2 | سنترال كوست مارينرز                                 |
| ------------------------------------------------------------- | ----- | --------------------------------------------------- |
| - ريوهو كيكوتشي 40' - ستورم رو 49' (هـ.ذ.) - دايجو ساساكي 81' | تقرير | - هوتارو ياماغوتشي 54' (هـ.ذ.) - بيلي براندتمان 74' |

| أولسان هيونداي    | 1 - 3 | شانغهاي بورت                  |
| ----------------- | ----- | ----------------------------- |
| - جوو مين كيو 73' | تقرير | - ماتياس فارغاس 11'، 23'، 83' |

| شاندونغ لونينغ | ألغيت (1–0) | جوهور دار التعظيم |
| -------------- | ----------- | ----------------- |
| - زيكا 68'     | تقرير       |                   |

| بوريرام يونايتد | 0 - 3 | كاواساكي فرونتالي                                     |
| --------------- | ----- | ----------------------------------------------------- |
|                 | تقرير | - سوتا ميورا 79' - دايا تونو 4+90' - سوما كاندا 7+90' |

| غوانغجو          | 1 - 0 | شانغهاي شينهوا |
| ---------------- | ----- | -------------- |
| - ياسر اسانى 58' | تقرير |                |

| يوكوهاما إف مارينوس             | 2 - 0 | بوهانغ ستيلرز |
| ------------------------------- | ----- | ------------- |
| - يان 41' - أندرسون لوبيز 5+90' | تقرير |               |

#### يوم المباراة 6
| سنترال كوست مارينرز | 0 - 4 | يوكوهاما إف مارينوس                                       |
| ------------------- | ----- | --------------------------------------------------------- |
|                     | تقرير | - كينتا إينوي 6'، 30' - أندرسون لوبيز 36' - جون أمانو 70' |

| بوهانغ ستيلرز                                            | 3 - 1 | فيسيل كوبه         |
| -------------------------------------------------------- | ----- | ------------------ |
| - هان تشان-هي 13' - كيم إن سونغ 20' - جاي هي جيونج 1+90' | تقرير | - دايجو ساساكي 34' |

| جوهور دار التعظيم | 0 - 0 | بوريرام يونايتد |
| ----------------- | ----- | --------------- |
|                   | تقرير |                 |

| شانغهاي بورت         | 1 - 1 | غوانغجو       |
| -------------------- | ----- | ------------- |
| - أوسكار 76' (ركلة.) | تقرير | - يول هيو 38' |

| كاواساكي فرونتالي                                                      | ألغيت (4–0) | شاندونغ لونينغ |
| ---------------------------------------------------------------------- | ----------- | -------------- |
| - مارسينهو 3' - يوكي ياماموتو 41' - جيسي كاردوسو 65' - تشين يامادا 90' | تقرير       |                |

| شانغهاي شينهوا    | 1 - 2 | أولسان هيونداي                               |
| ----------------- | ----- | -------------------------------------------- |
| - أندريه لويس 23' | تقرير | - ياجو كارييلو 58' (ركلة.) - مين وو كانج 66' |

#### يوم المباراة 7
| سنترال كوست مارينرز | 1 - 2 | جوهور دار التعظيم       |
| ------------------- | ----- | ----------------------- |
| آلو كول 70'         | تقرير | ألفارو غونزاليز 64' 79' |

| فيسيل كوبه                                                               | 4 - 0 | شانغهاي بورت |
| ------------------------------------------------------------------------ | ----- | ------------ |
| يوشينوري موتو 11' · يويا كواساكي 54' · كويا يوريكو 56' · يويا أوساكو 81' | تقرير |              |

| بوهانغ ستيلرز | 0 - 4 | كاواساكي فرونتالي                                                   |
| ------------- | ----- | ------------------------------------------------------------------- |
|               | تقرير | شين يامادا 38' · ياسوتو واكيزاكا 71' · سو كاواهارا 74' · إريسون 88' |

| شاندونغ لونينغ                                          | ألغيت (3–1) | غوانغجو       |
| ------------------------------------------------------- | ----------- | ------------- |
| فاليري كازايشفيلي 16' · زيكا 33' · كريسان دا كروز 1+45' | تقرير       | لي مين كي 35' |

| يوكوهاما إف مارينوس | 1 - 0 | شانغهاي شينهوا |
| ------------------- | ----- | -------------- |
| يان 20'             | تقرير |                |

| بوريرام يونايتد                             | 2 - 1 | أولسان هيونداي     |
| ------------------------------------------- | ----- | ------------------ |
| جيلهيرمي بيسولي 20' · سوفانات مويانتا 3+90' | تقرير | سي يانغ جانغ 1+45' |

#### يوم المباراة 8
| غوانغجو             | 2 - 2 | بوريرام يونايتد                       |
| ------------------- | ----- | ------------------------------------- |
| أوه هو سونغ 68' 74' | تقرير | جيلهيرمي بيسولي 13' · مارتن بواكي 35' |

| كاواساكي فرونتالي                    | 2 - 0 | سنترال كوست مارينرز |
| ------------------------------------ | ----- | ------------------- |
| إريكسون 36' (ركلة.) · مارسينهو 8+90' | تقرير |                     |

| شانغهاي شينهوا                                       | 4 - 2 | فيسيل كوبه                            |
| ---------------------------------------------------- | ----- | ------------------------------------- |
| ساولو مينيرو 2' 48' 79' (ركلة.) · شينيتشي تشان 3+45' | تقرير | نينا توميناجا 87' · هارويا إيدي 3+90' |

| جوهور دار التعظيم | 5 - 2 | بوهانغ ستيلرز                    |
| --- | ----- | -------------------------------- |
| أوسكار أريباس 37' · بيرغسون دا سيلفا 52' · أريف أيمن هانابي 56' · خيسي رودريغيز 7+90' · خورخي أوبريجون 15+90' (ركلة.) | تقرير | لي هو جاي 27' · كانغ هيون جي 80' |

| أولسان هيونداي | ألغيت | شاندونغ لونينغ |
| -------------- | ----- | -------------- |
|                |       |                |

| شانغهاي بورت | 0 - 2 | يوكوهاما إف مارينوس               |
| ------------ | ----- | --------------------------------- |
|              | تقرير | آساهي أويناكا 64' · جون أمانو 69' |

## إحصائيات

### الهدافين
لا تشمل قائمة الهدافين الأدوار التأهيلية ولا المباريات الفاصلة، ولا تشمل الأهداف العكسية التي سجلها اللاعب خطأً في مرماه.

### حكام الساحة حسب عدد مباريات
اسندت قيادة مباريات الدوري في دوري أبطال آسيا للنخبة 2024–25 لحكام دوليون من ضمن قائمة حكام النخبة الاسيوية لحكام الساحة وعددهم (37) حكماً يمثلون (18) عضواً من أعضاء الاتحاد الأسيوي بناءً على مهاراتهم في إدارة المباريات وكفاءتهم ومعرفتهم الفنية ولياقتهم البدنية بالإضافة إلى أداءهم عالي المستوى. 

### الإدارة والانذارات
تظهر هذه الإحصائية جميع حكام مسابقة المختارين لادارة مباريات كحكام ساحة ضمن مرحلة الدوري في دوري أبطال آسيا للنخبة 2024–25. يمكنك فرز القائمة حسب العمر، عدد المباريات، البطاقات الصفراء والحمراء.